# Крістоф Шаффрат
Крістоф Шаффрат (нім. Christoph Schaffrath; 1709, 1710 або 1711, Гонштайн поблизу Дрездена — 17 лютого 1763, Берлін) — німецький композитор, музичний педагог і клавесиніст епохи бароко.

## Біографія
Крістоф Шаффрат народився в Гонштайні поблизу Дрездена. Про сім'ю композитора нічого невідомо. Звичайно датою народження називається 1709 рік, однак офіційний некролог композитора в «Berlinischen Nachrichten» від 22 лютого 1763 року затвердив, що Шаффрат помер у 52-річному віці, що відносить його дату народження на більш пізній термін.
Композитор працював в 1730 році клавесиністом в оркестрі при варшавському дворі Саксонського курфюрста і короля Речі Посполитої Августа II Сильного, при цьому, можливо, він так і не був зарахований до штату, так як його ім'я відсутнє в відомостях на виплату зарплати. Пізніше він працював при дворі литовського вельможі Павла Карла Санґушко (він розглядався після смерті Августа II як один з російських ставлеників на престол Речі Посполитої).
У 1733 році Крістоф Шаффрат брав участь в конкурсі на вакантну посаду органіста церкви Святої Софії в Дрездені, де поступився Вільгельму Фрідеману Баху.
У березні 1734 року композитор вже був клавесиністом в оркестрі при дворі прусського кронпринца Фрідріха. Після своєї коронації в травні 1740 року король Пруссії Фрідріх II жив поперемінно то в Берліні, то в Потсдамі. Його оркестр складався в цей час з 40 музикантів (в тому числі Франтішек Бенда, Карл Філіпп Емануель Бах, Йоганн Готліб Граун, Карл Генріх Граун). Шаффрат в цьому оркестрі виконував обов'язки клавесиніста, як і Карл Філіпп Емануель Бах. Відомо, що платня Шаффрата становила 400 талерів на рік. У березні 1744 року він отримав ще й нагороду в 33 талера за свою композиторську творчість (за твір концертів для двох клавесинів).
В кінці 1741 року композитор вступив на службу до принцеси Ганни Амалії Прусської, молодшої сестрі Фрідріха II, відомої своїм стійким інтересом до музики, і зайняв місце першого клавесиніста. Їй Шаффрат присвятив деякі свої твори і, ймовірно, був організатором значної музичної бібліотеки принцеси. Інші твори композитора були призначені для музичних зборів городян і дворян міста Берліна. Шаффрат вів активну викладацьку діяльність, серед його учнів: кастрат Феліче Салімбені, що прославився виконанням партій в операх Антоніо Кальдара і Нікола Порпора, і Friedrich Wilhelm Riedt — музичний теоретик, флейтист і композитор. Ймовірно, для викладацької практики призначався частково збережений, незакінчений підручник музики, створений композитором. Шаффрат помер 17 лютого 1763 року в Берліні. Така дата випливає з опублікованого незабаром некролога, проте зберігся документ з автографом композитора, на якому стоїть дата 5 листопада 1763 року.

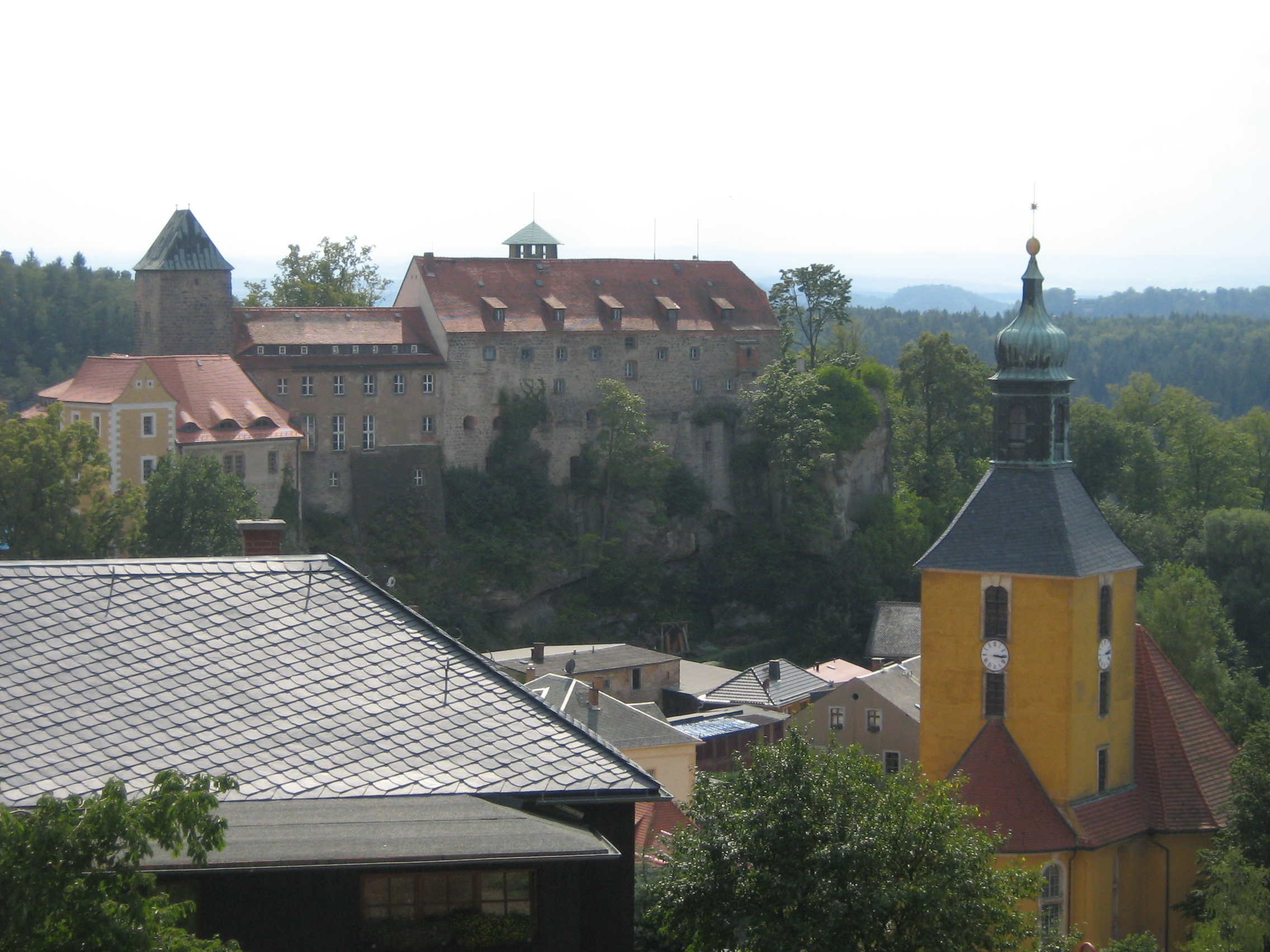
Історична частина Гонштайна, де народився композитор
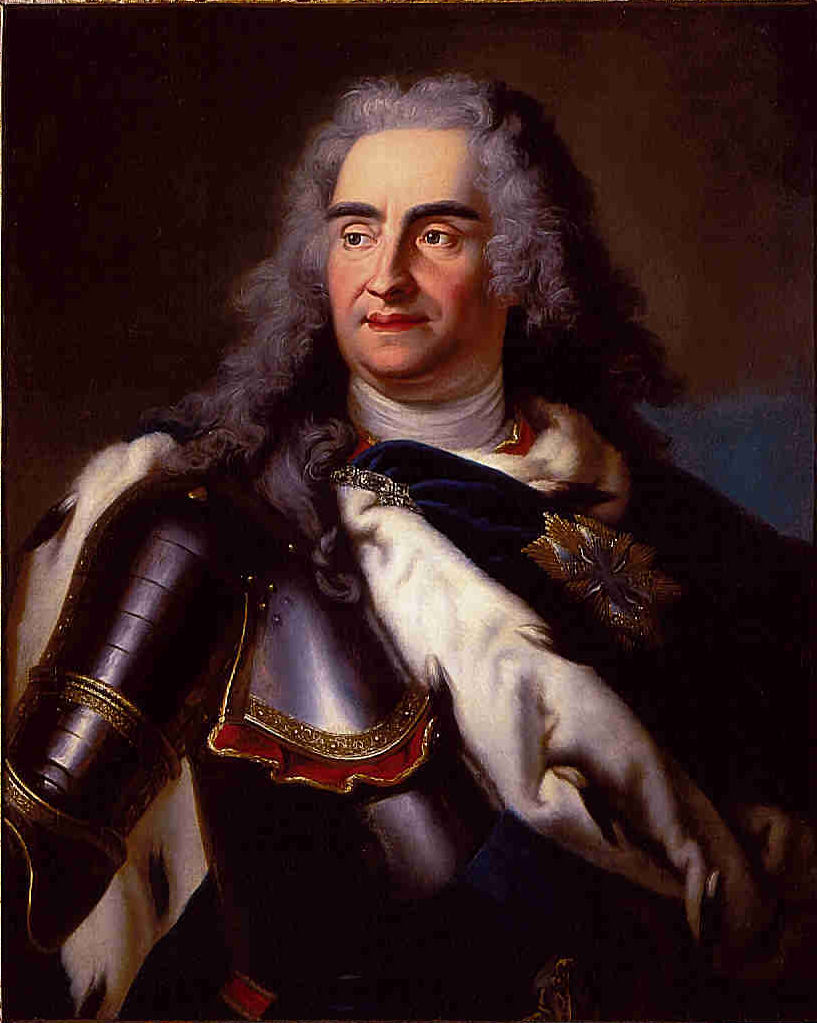
Август II Сильний. На його службі композитор перебував з 1730 року.
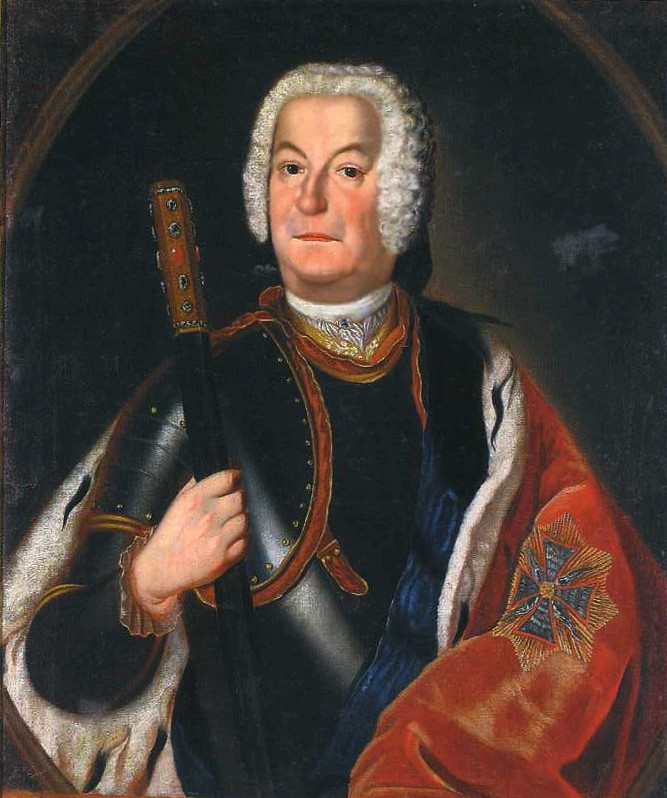
Павло Кароль Санґушко. На його службі композитор перебував до 1733 року.
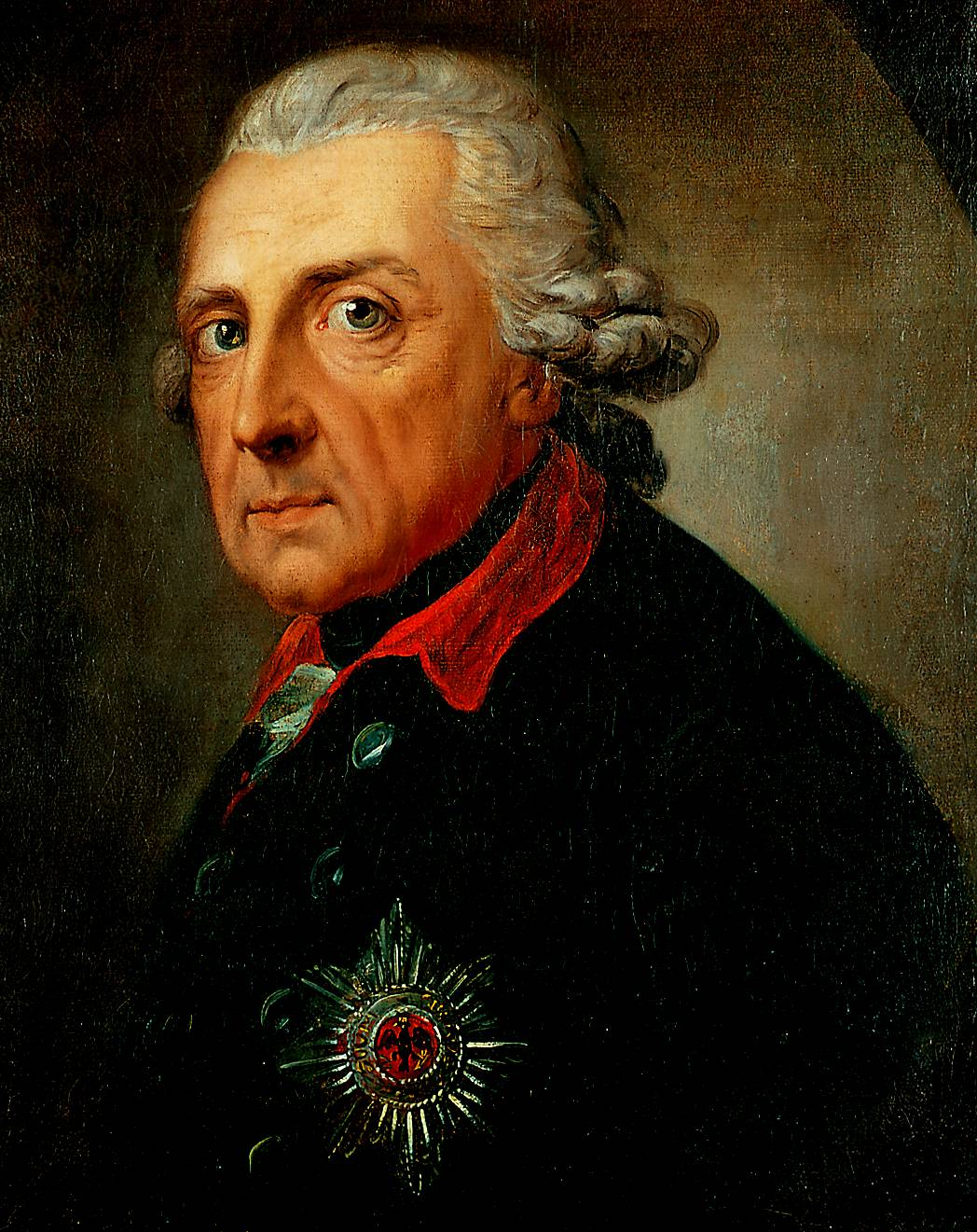
Фрідріх II Великий. На його службі композитор перебував з 1734 по 1741 рік.
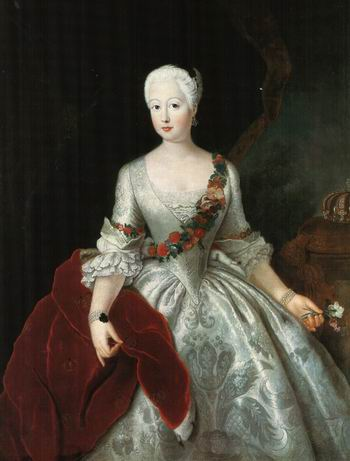
Принцеса Анна Амалія Прусська. На її службі композитор з 1741 по 1763 рік.

## Твори і їх доля
Більшість рукописів Шаффрата після його смерті перейшли до бібліотеки принцеси Анни Амалії і архіву Sing-Akademie zu Berlin. Сьогодні майже всі вони зберігаються в Берлінській державній бібліотеці.
Крістоф Шаффрат є одним з основних представників першої Берлінської композиторської школи У 40-50-ті роки XVIII століття його твори були не менш популярні, ніж Георга Фрідріха Генделя, Георга Філіппа Телемана та Йоганна Себастьяна Баха. Вже до 1800 році вони були забуті. Зацікавлення його творчістю відродився на самому початку XXI століття. З'явилися великі статті, із дослідженнями творчості композитора (зокрема, Johanna Steinborn. Christoph Schaffrath und die Triosonate: Ästhetik, Kompositionstechnik und Rezeption). Більшість збережених творів композитора відносяться до інструментальної світської музики. Немає відомостей про створення ним опер або творів для церкви.
Твори композитора відповідають духові часу: чіткі, прості форми та мелодії, що легко запам'ятовуються, орнаментовані витонченими варіаціями, блискуче володіння контрапунктом.
Сьогодні твори композитора включили до свого репертуару великі музиканти та ансамблі: Вітторіо Гіельмі, Віланд Кейкен, Паоло Пандольфо, Händelfestspielorchester. Більшість з них опубліковані. Вони видані на CD і DVD.

## Список збережених творів композитора
- Близько 20 увертюр і симфоній для струнних і basso continuo
- 72 концерти для клавесина з оркестром
- 3 концерти для 2-х клавесинів з оркестром
- 3 концерти для скрипки з оркестром
- Концерт для гобоя з оркестром
- Концерт для флейти з оркестром
- Квартети (зазвичай для складу: флейта, скрипка, альт, basso continuo)
- Понад 30 тріо
- Понад 40 сонат (іноді позначаються як дуети) для різних інструментів
- Понад 40 сонат і великих п'єс для клавесина.